# Geudertheim
Geudertheim é uma comuna francesa na região administrativa de Grande Leste, no departamento Baixo Reno. Estende-se por uma área de 11,29 km². Em 2010 a comuna tinha 2 595 habitantes (densidade: 229,8 hab./km²).